# Mokhotlong
Mokhotlong es una localidad de Lesoto, cabecera del distrito homónimo.

## Demografía
Según censo 1986 contaba con 3100 habitantes. La estimación 2010 refiere a 6.139 habitantes.